# Soul Diggaz
Soul Diggaz est un trio de producteurs de RnB et hip-hop américain, composé de Karriem « K-Mack » Mack, Shaun « Bless » Owens et le parolier Corté « The Author » Ellis. Au fil de leur carrière, les trois producteurs collaborent aux côtés d'artistes à succès comme Beyoncé, Missy Elliot, Keyshia Cole (Let It Go), Cheri Dennis (Portrait of Love) et Bow Wow et Omarion (Hey Baby/Jump Off),,.

## Biographie
Les Soul Diggaz se forment initialement de K-Mack et de son petit frère Bless, originaires de Newark, dans le New Jersey. Lors d'un entretien avec Rap Industry, K-Mack cite Jimmy Jam, Terry Lewis (pour la production), Run-DMC, Fat Boys et Lauryn Hill comme leurs plus grandes inspirations. Nés et élevés à Newark, les deux frères se lancent dans la musique en 1996. Ce n'est qu'après avoir produit pour des artistes à succès comme Nonchalant, Pras de The Fugees, et Mary J. Blige. Peu après l'arrivée d'Ellis, le trio se consacre à la production de trois chansons de la chanteuse certifiée multi-disque de platine Beyoncé, ainsi qu'à une publicité pour la marque L’Oréal.
En 2003, ils participent à l'album This Is Not a Test! de Missy Elliot, auxquels contribuent également notamment Jay-Z, Fabolous, et les Clark Sisters. Ils produisent trois albums aux côtés de Missy. En 2007, les Soul Diggaz signent un contrat à long terme avec Mosley Music Group de Timbaland, et avec le label Interscope Records.
À la fin de 2009, Bless lance une annonce pour faire participer des femmes âgées entre 18 et 35 ans au clip vidéo U Ain't Gotta Like My Album des Soul Diggaz, dont les auditions débutent le 2 janvier 2010. En 2011, ils produisent la chanson Paper Chaser de Cory Gunz en featuring avec Uncle Murda.

## Discographie

### Productions
- 1999 : Mary J. Blige - Mary : Can't Believe (featuring Chaka Khan) (inédit), Chasing Lies (inédit)
- 2001 : Toya - Toya : The Truth (produit et coécrit), What Else Can I Do (produit et coécrit)
- 2003 : Beyoncé - Dangerously in Love : What's It Gonna Be, Ice Cream (inédit)
- 2003 : Madonna et Missy Elliott - Into The Hollywood Groove
- 2003 : Beyoncé, Missy Elliott, MC Lyte et Free - Fighting Temptation ; Destiny's Child - I Know
- 2003 : Missy Elliott - Eve's Theme (sur Eve Television)
- 2003 : Missy Elliott - This Our Last Time (featuring Fabolous) (sur This Is Not a Test!)
- 2003 : Missy Elliott - Honey, Hurt Sumthin'
- 2004 : Olivia - Private Party (sur Barbershop 2: Back in Business)
- 2004 : Destiny's Child et will.i.am - I Know (sur Unity: The Official Athens 2004 Olympic Games Album)
- 2005 : Brooke Valentine - Taste of Dis, Cover Girl (sur Chain Letter)
- 2005 : Jace - The Hood (featuring Chill)  (sur Jace the Name)
- 2005 : Olivia - Whateva (featuring Young Buck)  (sur Behind Closed Doors)
- 2005 : Jully Black - This Is Me (Intro), Hurt U Bad, Sweat of Your Brow (featuring Demarco), Calling You, Stay the Night, Free To Love You, Lovin' You, Gotta Let You Know (Scream), I Travelled, This Is Me (Outro), Sweat Of Your Brow (Soul Diggaz Remix), Stay The Night (Soul Diggaz Remix) (sur This Is Me)
- 2005 : O.D.B. - Don't Hurt Me (sur A Son Unique, album non commercialisé d'Ol' Dirty Bastard)
- 2005 : Syleena Johnson - Time  (sur Chapter 3: The Flesh)
- 2005 : Ashlee Simpson - L.O.V.E. (Missy Underground Mix) (featuring Missy Elliott)
- 2006 : Fantasia - Bump What Ya Friends Say (featuring Missy Elliott) (sur Fantasia)
- 2007 : 8Ball & MJG - 30 Rock (featuring Diddy) (sur Ridin' High)
- 2007 : B5 - Hydrolics (featuring Bow Wow) (sur Don't Talk, Just Listen)
- 2007 : Bow Wow & Omarion - [Hey Baby (Jump Off) (sur Face Off)
- 2007 : Cheri Dennis - Portrait of Love (sur In and Out of Love)
- 2008 : Day26 - What It Feels Like (sur Day26)
- 2008 : Izza Kizza - Flippin' In Rizzide, I'm the Izza Kizza, Wham, Here I Iz, Ooh La La, Me and Keesha (Boy Meets Girl), Testimonial, Push (sur Kizzaland)
- 2008 : Donnie Klang - Take You There (featuring Diddy), Hollywood Girl (sur Just a Rolling Stone)
- 2009 : Nat King Cole - Hit That Jive, Jack! (featuring Izza Kizza) (sur Re:Generations)
- 2009 : Corté Ellis - Money on the Floor
- 2009 : Cassie - Pretty Face (sur Electro Love)
- 2009 : Missy Elliott - Act A Fool, All For You, Put It On You (sur Block Party)
- 2009 : Jessica Betts - Moon (coproduit par Missy Elliott) (sur Jessie Pearl)
- 2009 : Miss Nana - The Chirp Chirp Song, My Hood (featuring Yung Kuntry) (sur Little Red Rhyming Hood)
- 2009 : Yung Kuntry - Here Comes The Police, I'm Official
- 2009 : Jada - It's True
- 2009 : Bow Wow - I'm Dat Nigga (co-produit par Big AL et Daffy des Soul Diggaz) (sur The Green Light Mixtape)
- 2011 : Kelly Rowland - Each Other (sur Here I Am)
- 2011 : Cory Gunz feat. Uncle Murda - Paper Chaser
- 2012 : Dahy Lemaf feat. Elzo - Rap Game
- 2013 : Missy Elliott - Act a Fool, All 4 U (featuring Lil Wayne), Blow Ya Whistle (sur Block Party)